# История вегетарианства
Вегетарианство впервые начало практиковаться значительным числом людей в Древней Индии (точнее - в Средневековой Индии) и древнегреческой цивилизации.
Исторически практика вегетарианства основывалась на идее ненасилия к животным и пропагандировалась религиозными группами и философами.
После христианизации Римской империи, вегетарианство практически исчезло из Европы. В средневековый период, по аскетическим соображениям, различные монашеские ордена ограничили или полностью запретили употребление в пищу мяса, однако ни один из орденов не запретил рыбу. Таким образом, принадлежавшие к этим орденам монахи не были вегетарианцами и только некоторые из них были пескетарианцами. Вегетарианство в некоторой степени вернулось в Европу в период Возрождения.
Более широкое распространение практика вегетарианства получила на Западе и в России только в XIX—XX веках.

## Древние Греция и Рим
В культе Диониса присутствовала ритуальная омофагия — поедание сырого мяса. В VI веке до н. э. из него появился орфизм, в котором в V в. до н. э. вегетарианство стало обязательной частью «орфического образа жизни» для посвященных в мистерии адептов орфизма.
Возникшему позже учению пифагорейцев также приписывают вегетаринство как следствие идеи метемпсихоза (переселение душ), однако Пифагор и его последователи вегетарианство не практиковали, сам Пифагор выступал только против обильных пиров и против употребления конкретных видов мясной пищи наряду с другими пищевыми ограничениями (например, отказ как от употребления мяса некоторых птиц, так и бобов).
Сенека (I век новой эры) отказался от мясной пищи на основании того, что это безнравственно, под влиянием своего учителя Сотиона из Александрии:
«Под его влиянием, — писал Сенека Луцилию, — я перестал есть животных, и по прошествии года воздержанье от них стало для меня не только лёгким, но и приятным. Мне казалось, что душа моя стала подвижной…». Однако, опасаясь быть заподозренным в принадлежности к преследуемой секте, которая также не употребляла в пищу мясо, Сенека отошел от своего вегетарианства.

## Индия
В Древней Индии вегетарианство практиковалось джайнами, частью буддийской общины, и частью последователей ведийской религии.
В Древней Индии люди ничего не знали о вегетарианстве как идейном отказе от употребления мяса в пищу. Наоборот, древние грихьясутры (ритуальные тексты, описывающие обязанности домохозяина) гласят, что различные виды мяса необходимы индусу для достижения различных целей, в числе которых изобилия еды, поддержание быстроты движений, формирование плавности речи, увеличение продолжительности жизни.
Вегетарианство как массовое явление появилось в Индии в средние века как следствие распространения идеи ахимсы (санскр. - непричинения вреда живым существам) практически среди всех направлений индуизма за исключением тантры, истинного (идейного) вегетарианства к XIX веку придерживалось большинство в высших кастах индийского общества, при этом в их вегетарианском рационе была значительная доля молочных продуктов (из цельного молока и кисломолочных).
Вегетарианство у бедных слоёв населения Индии Как в старину, так и в настоящее время связано скорее с недоступностью мясной пищи по экономическим причинам.

### Ранний буддизм и джайнизм
Ранние джайнские и буддийские источники свидетельствуют о том, что принцип ненасилия к животным (ахимсы) в этих религиозных традициях был нормой уже в VI веке до н. э. В джайнизме, последователи которого особо строго следуют ахимсе, этот принцип. начал практиковаться раньше чем в буддизме. Так, ахимсу активно проповедовал самый первый духовный лидер джайнов Паршва, живший в VIII—VII веках до н. э.
Не все джайны и буддисты, отказавшиеся участвовать в убийстве животных, воздерживались от употребления в пищу мяса. Поэтому, например, вопрос вегетарианства в раннем буддизме остаётся спорным - во всяком случае Будда Сиддхартха Гаутама Шакьямуни отлучил от общины раскольника Девадатту, одним из требований которого было вегетарианство. Среди исследователей существует два основных мнения. Согласно одному из них, Будда и его последователи могли употреблять в пищу мясо, предложенное им семейными людьми и мирянами, подающими милостыню. Буддийские монахи делали это лишь в том случае, когда были уверены, что животное не было специально забито для их прокормления (это нашло отражение в Типитаке - своде буддийских канонических текстов). Согласно другому мнению, Будда и его монашеская община (сангха) были строгими вегетарианцами. Это точку зрения как правило отстаивают вегетарианцы двадцатого и двадцать первого столетия. Обычай принимать мясо от домохозяев появился, по их мнению,  позднее в результате упадка монашеских стандартов.
Подтверждения первой версии можно обнаружить в палийской версии буддийского канона -  «Трипитаки», а второй — в виде намёков ряде текстов буддизма махаяны. Все эти источники появились через несколько веков после смерти Будды и возможно отражают конфликтные позиции различных ветвей и течений в раннем буддизме. В «Виная-питаке» описывается первая схизма (попытка раскола общины) в истории буддизма, произошедшая ещё при жизни Будды: группа монахов-учеников Будды под предводительством  его двоюродного брата (также бхиккху-монаха) Девадатты оставила монашескую общину из-за желания следовать более строгим правилам, одним из которых был абсолютный запрет мясной пищи.
В «Махапариниббана-сутте», описывающий поздний период жизни Будды, говорится, что Будда умер после принятия в пищу сукара-маддавы. Термин этот одни переводят как «свинина», а другие как «грибы», трюфели (или какой-то неизвестный вид овощей).
Известно, что буддийский император Ашока (304 до н. э. — 232 до н. э.) был вегетарианцем и ревностным сторонником принципа ненасилия над животными. В своей империи он ввёл законы, направленные на защиту животных, запретил при дворе ритуальные животные жертвоприношения, связанные с ритуалами древней ведической религии, призывал своих подданных воздерживаться от насилия над животными и от их убийства.
Приверженцы буддизма тхеравады следовали предписаниям, установленным в Палийском каноне. Согласно этим правилам, буддистам разрешалось употреблять в пищу мясо животных только в том случае, когда животное не было забито специально для них. О необходимости следовать вегетарианству говорится в некоторых текстах школы махаяна, в которых также есть много описаний, мало связанных с жизнью реального исторического Будды Гаутамы Сиддхартхи - там содержатся описания небесных существ, мифологических сюжетов, имеющих явный фантастический характер. Особенно бескомпромиссен в этом вопросе трактат «Ланкаватара-сутра», предположительно составленный в IV—V веках.

## XX век
Международный вегетарианский союз, объединяющий национальные вегетарианские общества, был основан в 1908 году. На Западе популярность вегетарианства выросла в течение XX века в результате исследования проблем питания, этики, а в последнее время охраны окружающей среды и экономических проблем.
Генри Стивенс Солт  и Бернард Шоу были известными вегетарианскими активистами.
В 1910 году американский врач Жак Луи Баттнер написал вегетарианскую книгу "Диета без мяса", в которой утверждал, что мясо вредно и не нужно человеческому организму. Впоследствии возникла целая литература, посвящённая вегетарианству.
Индийская концепция ненасилия оказывала все большее влияние на западный мир. Модель Махатмы Ганди, сильного и бескомпромиссного сторонника ненасилия по отношению к животным, способствовала популяризации вегетарианства в западных странах. Изучение восточных религиозных и философских концепций ненасилия также сыграло важную роль в формировании Альбертом Швейцером принципа «благоговения перед жизнью», который до сих пор является распространенным аргументом в дискуссиях об этических аспектах питания. Но при этом сам Швейцер начал практиковать вегетарианство лишь незадолго до своей смерти.
Кроме того, во второй половине двадцатого века на Западе широко распространились индуистские и нео-индуистские школы и секты (такие как "Общество сознания Кришны", "Ананда марг" и многие другие), к членам которых предъявлялось требование соблюдать вегетарианскую диету.

### В России и СССР
В России вегетарианство получило известность и некоторое распространение ещё в девятнадцатом веке. Выходили журналы на соответствующую тематику. В СССР вегетарианство становится популярным с 1983 года (это была вторая волна вегетарианства - первая была в 1920-е годы).
Наиболее полная информация о истории вегетарианства в России и СССР дана в книге Питера Бранга  «Россия неизвестная: История культуры вегетарианских образов жизни от начала до наших дней». / Пер. с нем. А. Бернольд и П. Бранга: Языки славянской культуры; Москва; 2006. ISBN 5-9551-0138-1..